# Classe Circé (1925)
Pour les articles homonymes, voir Circé (homonymie).
Pour les autres classes de navires du même nom, voir Classe Circé.
La classe Circé est une classe de sous-marins, sous-classe du type « 600 tonnes », construite pour la marine française peu avant la Seconde Guerre mondiale.

## Conception
Quatre sous-marins sont construits, suivant des plans de Schneider-Laubeuf. Ils sont commandés en 1925, et leur construction finira en 1927,. 
Les deux premiers sous-marins, Circé et Calypso, sont construits au chantier Schneider de Chalon-sur-Saône. Ils sont lancés latéralement à cause de la largeur de la rivière, puis transportés par une barge spéciale, le Porteur, et amenés jusqu'en Méditerranée par ce moyen. Les deux suivants, la Thétis et la Doris sont construits à Bordeaux par une filiale de Schneider.
Lors de leurs essais à Toulon, leur port d'attache, ces sous-marins révèlent des performances très inférieures aux attentes, notamment en matière de vitesse en plongée. Ils sont modifiés en 1929-1930, avec un nouvel étambot, des barres de plongée de type Argonaute, de nouvelles hélices et une baignoire modifiée. Ils sont refondus en 1937 avec, entre autres, le remplacement du kiosque.
L'armement principal est constitué de 7 tubes lance-torpilles : un tube dans l'axe du navire, dans la partie inférieure de l'étrave, deux tubes extérieurs avant sur le haut de la coque épaisse pointés de 5° par rapport à l'axe, deux tubes extérieurs arrière sur le haut de la coque épaisse pointé sde 6° par rapport à l'axe et deux tubes dans une tourelle orientable derrière le kiosque. Il y a aussi, devant le kiosque, un emplacement pour le stockage d'une torpille de réserve.
L'armement secondaire comporte un canon de 100 mm modèle 1917, remplacé par un 75 mm modèle 1928 sur affut SMCA 28, à la suite d'une circulaire du 7 décembre 1932. Les deux mitrailleuses Hotchkiss de 8 mm modèle 1914 sont remplacées par un affut de deux mitrailleuses anti-aériennes Hotchkiss de 13,2 mm modèle 1929.

## Sous-marins de la classe
| Nom     | Numéro de coque | Quille posée     | Lancement        | Mise en service  | Retrait du service       | Destin |
| ------- | --------------- | ---------------- | ---------------- | ---------------- | ------------------------ | --- |
| Circé   | Q125            | 25 janvier 1924  | 29 octobre 1925  | 1er octobre 1926 | Condamné le 12 août 1947 | À Bizerte en juin 1940. Il est saisi par les forces allemandes le 8 décembre 1942 et devient le FR117, qui sera sabordé le 6 mai 1943.                       |
| Calypso | Q126            | 7 février 1924   | 28 janvier 1926  | 1er janvier 1927 | Condamné le 12 août 1947 | À Bizerte en juin 1940. Il est saisi par les forces allemandes le 8 décembre 1942, et coulé par un bombardement allié le 30 janvier 1943.                    |
| Thétis  | Q134            | 1er février 1924 | 30 juin 1927     | 1er janvier 1929 |                          | À Toulon en 1940. Il sera sabordé le 27 novembre 1942. Renfloué le 1er mars 1943 puis coulé par un bombardement allié, et encore renfloué en septembre 1945. |
| Doris   | Q135            | 1er février 1924 | 26 novembre 1927 | 1er août 1928    |                          | Coulé en mer du Nord le 9 mai 1940 par le sous-marin allemand U-9. 45 hommes disparaissent avec le bâtiment.                                                 |